# Żmudź (Natura 2000)
Żmudź (PLH060075) – projektowany specjalny obszar ochrony siedlisk, zatwierdzony jako obszar mający znaczenie dla Wspólnoty w marcu 2011, a zlokalizowany w pobliżu wsi Żmudź-Kolonia w powiecie chełmskim (województwo lubelskie). Ma powierzchnię 44,1 hektara.

## Opis ogólny
Obszar obejmuje teren rezerwatu przyrody Żmudź wraz z przylegającym do niego rozległym kompleksem częściowo zalesionych muraw kserotermicznych (Festuco-Brometea).
Na terenie obszaru występuje populacja obuwika pospolitego rosnącego przede wszystkim w luźnych zadrzewieniach sosnowych oraz w zaroślach jałowca pospolitego w i na murawach kserotermicznych. Znajduje się tutaj także największa krajowa populacja lnu złocistego, a także
pewna liczba innych rzadkich i chronionych gatunków roślin, w tym łącznie pięć gatunków storczykowatych. Rosną tu też formacje z jałowcem pospolitym na wrzosowiskach lub na wapiennych murawach. Płaty muraw kserotermicznych w obszarze reprezentują zespół omanu wąskolistnego w odmianie typowej dla
podłoża węglanowego typowego dla Wyżyny Lubelskiej. W stosunku do klasycznych muraw z omanem wąskolistnym opisanych dla Niecki Nidziańskiej różni się brakiem niektórych gatunków charakterystycznych. Liczba gatunków charakterystycznych dla muraw kserotermicznych w składzie fitocenozy wynosi od 35,5 do 50,0%. 

## Obuwik pospolity
W obszarze rośnie populacja obuwika pospolitego, którego liczebność oceniono w 2015 na 238 pędy. Populacja ta stanowi około 0,4% populacji krajowej. Stwierdzono 69% pędów generatywnych, a efektywność zapylania wyniosła 37,8%. Występują tu także osobniki juwenilne. Stanowisko położone jest w obrębie zasięgu gatunku w Polsce w sąsiedztwie innych populacji tego gatunku. Populacja jest relatywnie mała i skoncentrowana na niewielkim obszarze przez co jest mniej odporna na negatywne oddziaływania.

## Dziewięćsił popłocholistny
W obszarze rośnie populacja dziewięćsiła popłocholistnego, którego liczebność oceniono w 2015 na 135 osobników. Populacja stanowi prawdopodobnie więcej niż 2%, a mniej niż 15% zasobów gatunku w Polsce. Stwierdzono cztery osobniki generatywne, występują liczne siewki. Populacja ta jest nieizolowana, ale występuje na peryferiach zasięgu gatunku. 